# 30053 Ivanpaskov
30053 Ivanpaskov è un asteroide della fascia principale. Scoperto nel 2000, presenta un'orbita caratterizzata da un semiasse maggiore pari a 2,3101985 UA e da un'eccentricità di 0,0940162, inclinata di 3,43418° rispetto all'eclittica.